# Central Ohio Film Critics Association Awards 2017
16. ročník předávání cen asociace Central Ohio Film Critics Association se konal 4. ledna 2018. Nominace byly oznámeny 30. prosince 2017.

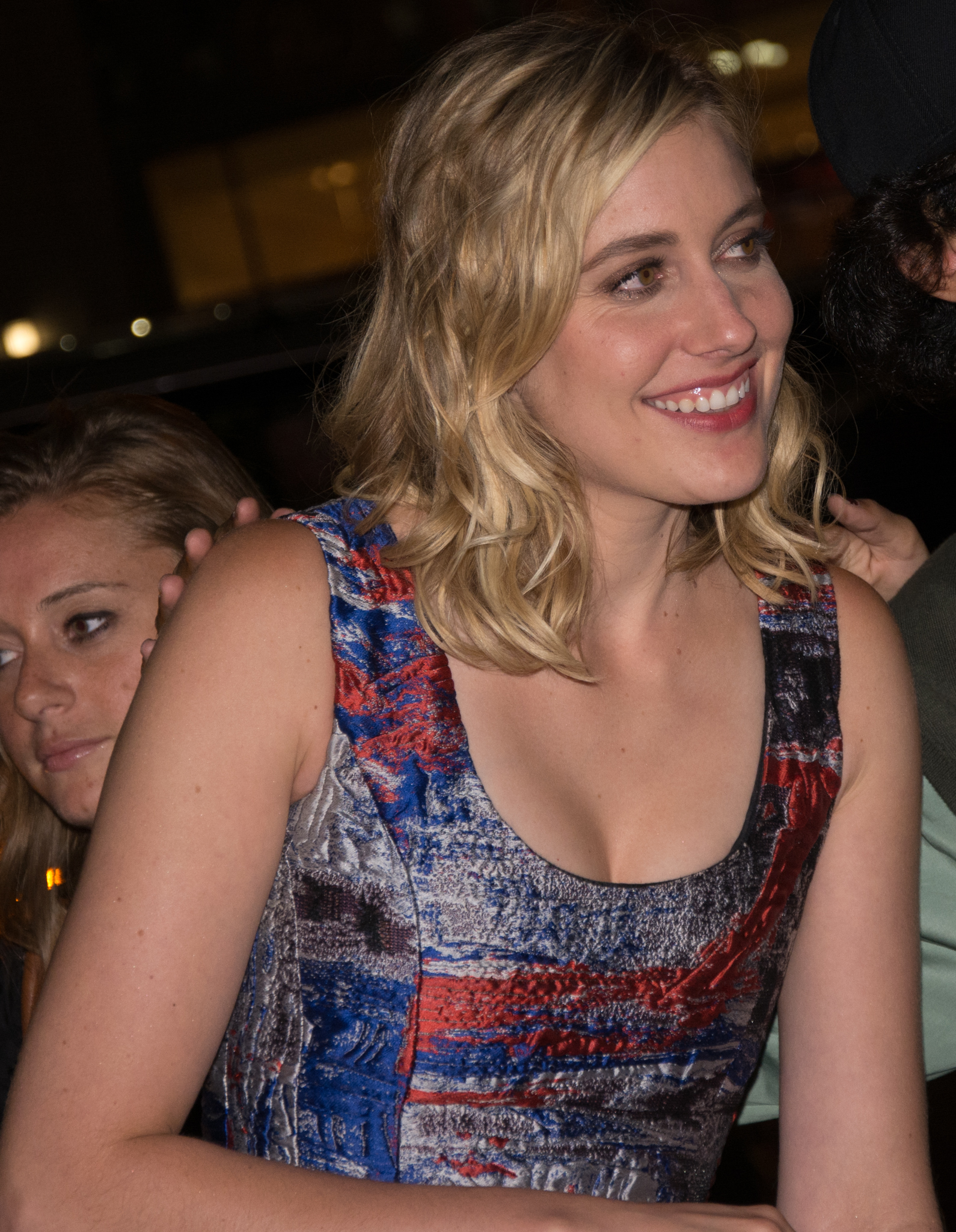
Greta Gerwig vítězka v kategorii nejlepší režie

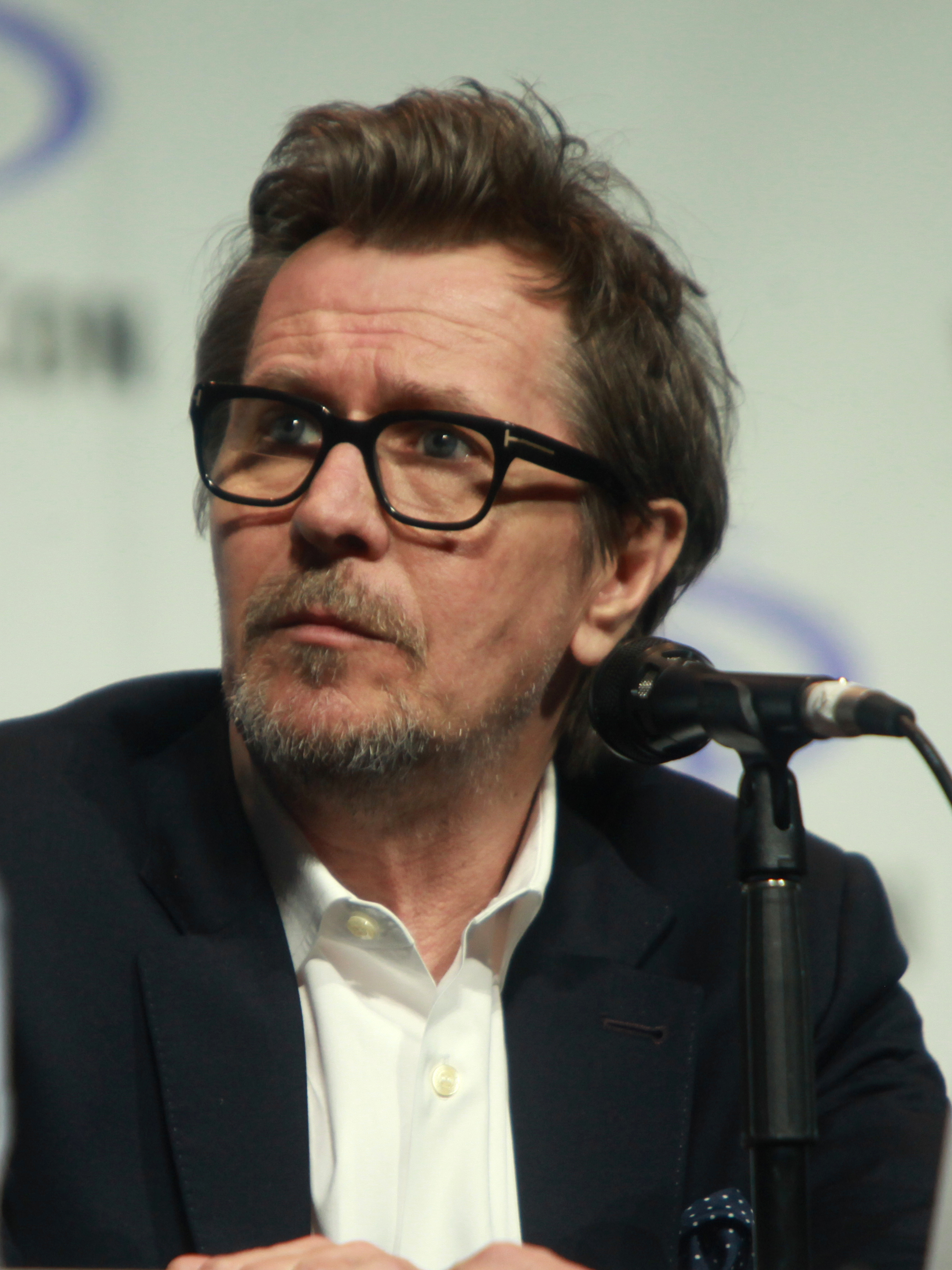
Gary Oldman vítěz v kategorii nejlepší mužský herecký výkon v hlavní roli

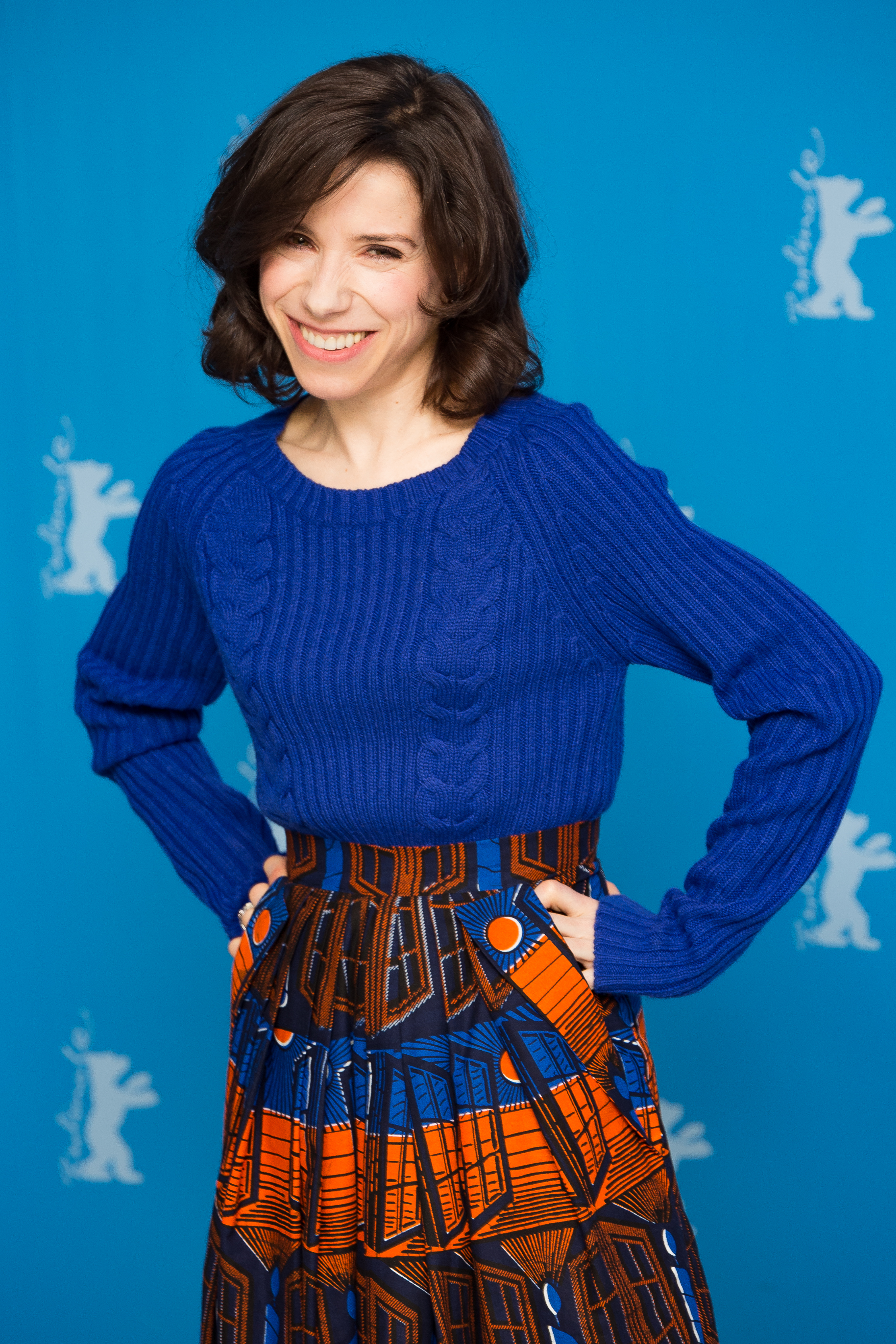
Sally Hawkins vítězka v kategorii nejlepší ženský herecký výkon v hlavní roli a herečka roku (za příkladnou práci)

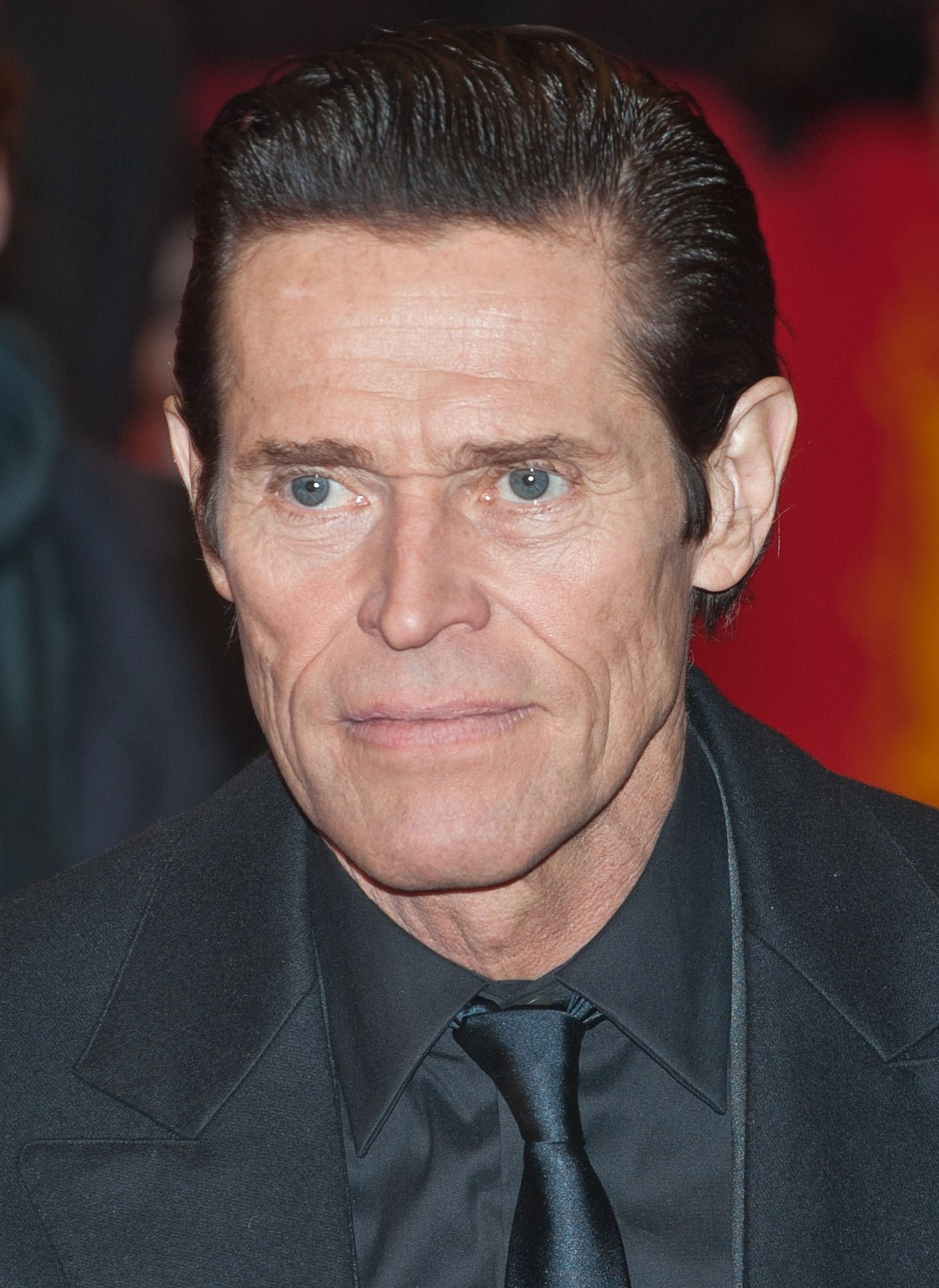
Willem Dafoe vítěz v kategorii nejlepší mužský herecký výkon ve vedlejší roli

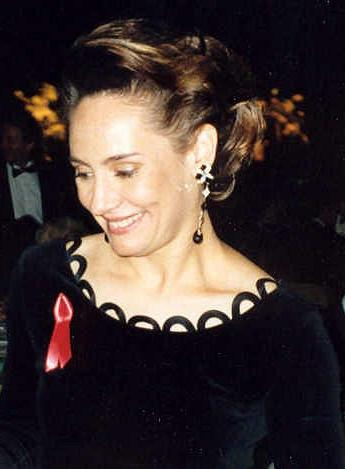
Laurie Metcalf vítězka v kategorii nejlepší ženský herecký výkon ve vedlejší roli

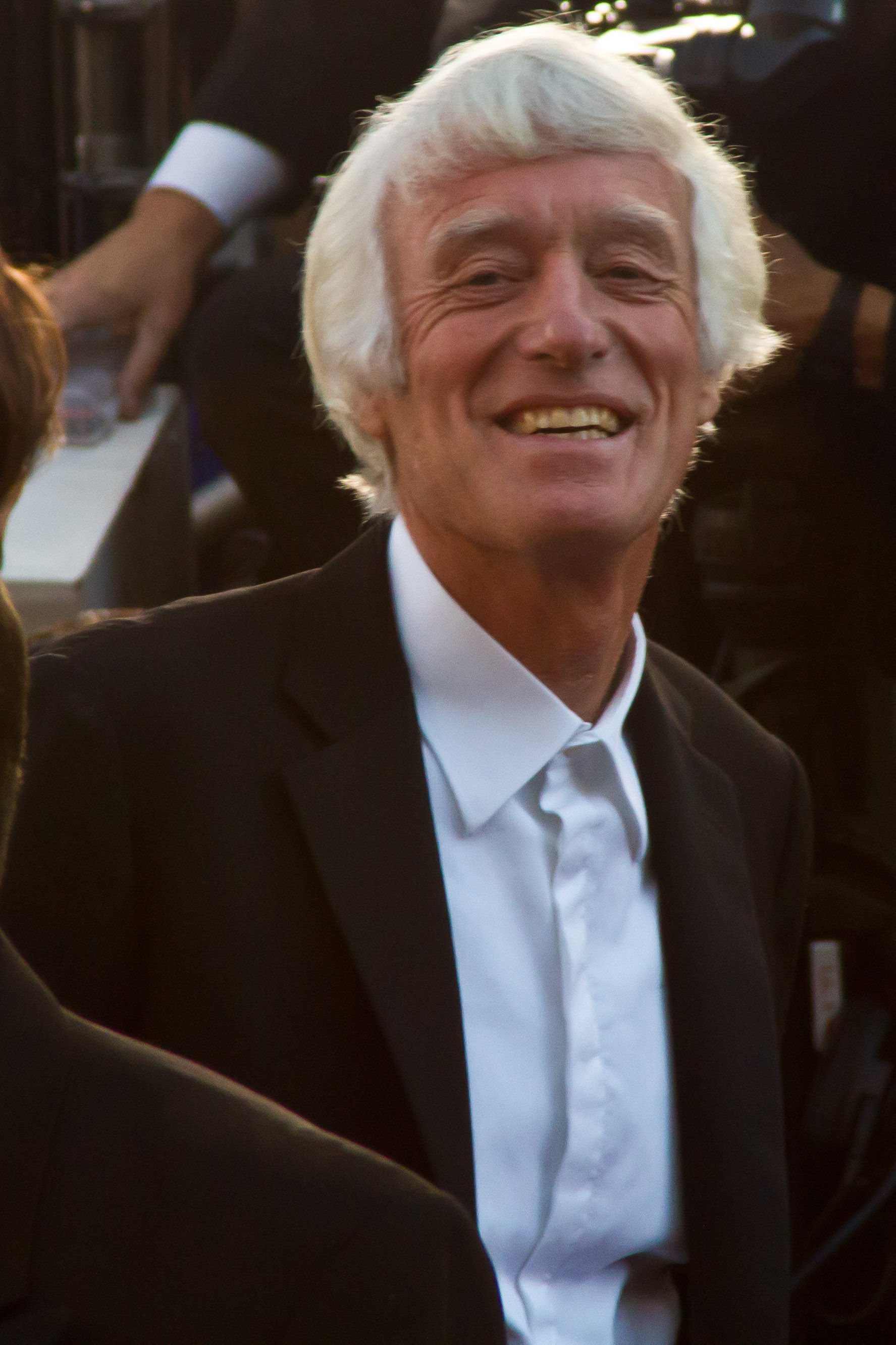
Roger Deakins vítěz v kategorii nejlepší kamera

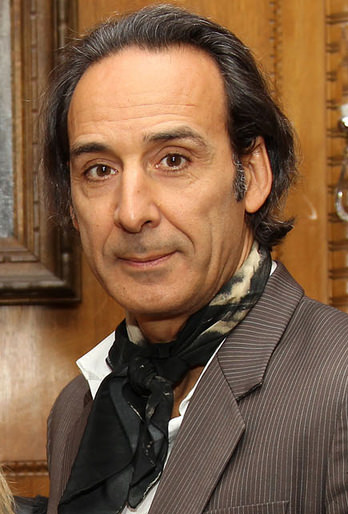
Alexandre Desplat vítěz v kategorii nejlepší filmová hudba

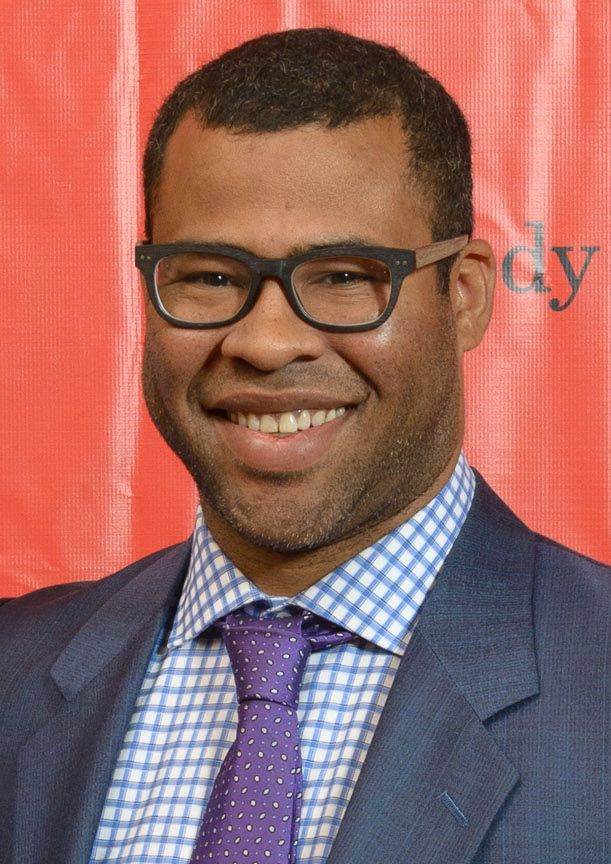
Jordan Peele vítěz v kategorii objev roku, za práci na filmu Uteč (režie a scénář)

## Vítězové a nominovaní

### Nejlepší film
1. Lady Bird
2. Uteč
3. Tvář vody
4. Pěkně blbě
5. Blade Runner 2049
6. Tři billboardy kousek za Ebbingem
7. Akta Pentagon: Skrytá válka
8. The Florida Project
9. Dunkerk
10. Zabití posvátného jelena

### Nejlepší režisér
Greta Gerwig – Lady Bird
- Jordan Peele – Uteč (2. místo)
- Guillermo del Toro – Tvář vody
- Sean Baker – The Florida Project
- Martin McDonagh – Tři billboardy kousek za Ebbingem
- Christopher Nolan – Dunkerk

### Nejlepší adaptovaný scénář
Virgil Williams a Dee Rees – Mudbound
- Scott Neustadter a Michael H. Weber – The Disaster Artist: Úžasný propadák (2. místo)
- Sofia Coppola – Oklamaný
- Aaron Sorkin – Velká hra
- James Ivory – Dej mi své jméno

### Nejlepší původní scénář
Uteč – Jordan Peele
- Lady Bird – Greta Gerwig (2. místo)
- Pěkně blbě – Emily V. Gordon a Kumail Nanjiani
- Tři billboardy kousek za Ebbingem – Martin McDonagh
- Akta Pentagon: Skrytá válka – Liz Hannah a Josh Singer

### Nejlepší herec v hlavní roli
Gary Oldman – Nejtemnější hodina
- James Franco – The Disaster Artist: Úžasný propadák(2. místo)
- Timothée Chalamet – Dej mi své jméno
- James McAvoy – Rozpolcený
- Daniel Kaluuya – Uteč

### Nejlepší herečka v hlavní roli
Sally Hawkins – Tvář vody
- Saoirse Ronan – Lady Bird (2. místo)
- Jessica Chastainová – Velká hra
- Frances McDormandová – Tři billboardy kousek za Ebbingem
- Margot Robbie – Já, Tonya

### Nejlepší herec ve vedlejší roli
Willem Dafoe – The Florida Project
- Sam Rockwell – Tři billboardy kousek za Ebbingem (2. místo)
- Richard Jenkins – Tvář vody
- Barry Keoghan – Zabití posvátného jelena
- Michael Stuhlbarg – Dej mi své jméno

### Nejlepší herečka ve vedlejší roli
Laurie Metcalf – Lady Bird
- Allison Janney – Já, Tonya (2. místo)
- Holly Hunter – Pěkně blbě

- Hong Chau – Zmenšování
- Tatiana Maslany – Silnější

### Nejlepší dokument
Visages, villages
- Jane (2. místo)
- Kedi
- Step
- Čí jsou ulice?

### Nejlepší cizojazyčný film
120 BPM
- Čtverec (2. místo)
- First They Killed My Father
- Raw
- Thelma

### Nejlepší animovaný film
Coco
- S láskou Vincent (2. místo)
- Já, padouch 3
- Auta 3
- LEGO Batman film

### Nejlepší kamera
Roger Deakins – Blade Runner 2049 
- Dan Laustsen – Tvář vody (2. místo)
- Hoyte van Hoytema – Dunkerk
- Sayombhu Mukdeeprom – Dej mi své jméno
- Alexis Zabe – The Florida Project

### Nejlepší střih
Jonathan Amos a Paul Machliss – Baby Driver
- Lee Smith – Dunkerk (2. místo)
- Bob Duscay – Star Wars: Poslední z Jediů
- Sidney Wolinsky – Tvář vody
- Joe Walker – Blade Runner 2049

### Nejlepší filmová hudba
Alexandre Desplat – Tvář vody
- Benjamin Wallfish a Hans Zimmer – Blade Runner 2049 (2. místo)
- Carter Burwell – Tři billboardy kousek za Ebbingem
- John Williams – Akta Pentagon: Skrytá válka
- Hans Zimmer – Dunkerk

### Nejlepší obsazení
Lady Bird
- Mudbound (2. místo)
- Pěkně blbě
- Uteč
- Akta Pentagon: Skrytá válka
- Tři billboardy kousek za Ebbingem

### Herec roku (pro příkladnou práci)
Sally Hawkins – Maudie a Tvář vody (remíza)
Tracy Letts – Lady Bird, The Lovers a Akta Pentagon: Skrytá válka (remíza)
- Woody Harrelson (Skleněný zámek, Tři billboardy kousek za Ebbingem, Válka o planetu opic a Wilson) (2. místo)
- Timothée Chalamet (Dej mi své jméno, Nepřátelé a Lady Bird)
- Nicole Kidman (Oklamaný a Zabití posvátného jelena)

### Objev roku
Jordan Peele – Uteč (za režii a scénář)
- Greta Gerwig – Lady Bird (za režii a scénář) (2. místo)
- Timothée Chalamet – Dej mi své jméno, Nepřátelé a Lady Bird (za herectví)
- Kumail Nanjiani – Pěkně blbě (za herectví a scénář)
- Brooklynn Prince – The Florida Project (za herectví)

### Nejvíce přehlížený film
The Meyerowitz Stories (New and Selected)
- Wind River (2. místo)
- Medvěd Brigsby
- Přízrak
- Loganovi parťáci